# تايهو كوكي
تايهو كوكي (29 مايو 1940 - 19 يناير 2013) هو يوكوزونا 48th في الرياضة للمصارعة السومو اليابانية. فهو ينظر إليه عادة باعتباره أعظم مصارع السومو لفترة ما بعد الحرب. [1] وقال أنه أصبح يوكوزونا في عام 1961 في سن ال 21، وكانت أصغر من أي وقت مضى في ذلك الوقت، وقال أنه حصل على 32 سجل البطولات بين عامي 1960 و 1971. هيمنته هي من النوع الذي فاز في ست بطولات متتالية في مناسبتين منفصلتين. إنه هو المصارع الوحيد الذي حقق الفوز في بطولة واحدة على الأقل كل سنة من حياته المهنية العليا التقسيم، [2] والوظيفي لديه أعلى نسبة فوز في أي مصارع في العصر الحديث. بعد تقاعده كان المدير الفني للمنتخب من Taihō مستقرة.